# Trachea viridisparsa
Trachea viridisparsa là một loài bướm đêm trong họ Noctuidae.